# ناحیه تایرو، شهرستان یلو مدیسن، مینه‌سوتا
تایرو، شهرستان یلو مدیسن، مینه‌سوتا (به انگلیسی: Tyro Township, Yellow Medicine County, Minnesota) یک منطقهٔ مسکونی در ایالات متحده آمریکا است که در شهرستان یلو مدیسن، مینه‌سوتا واقع شده‌است.

## خصوصیات
تایرو ۹۴٫۱ کیلومترمربع مساحت و ۲۰۸ نفر جمعیت دارد و ۳۲۷ متر بالاتر از سطح دریا واقع شده‌است.